# بيت نعمان هاشم (السبرة)

تعديل مصدري - تعديل

بيت نعمان هاشم محلة تابعة لقرية منزل على، التابعة لعزلة مطاية بمديرية السبرة إحدى مديريات محافظة إب في الجمهورية اليمنية.، بلغ تعداد سكانها 82 حسب تعداد اليمن لعام 2004.